# Microtatorchis kaniensis
Microtatorchis kaniensis är en orkidéart som beskrevs av Rudolf Schlechter. Microtatorchis kaniensis ingår i släktet Microtatorchis och familjen orkidéer. Inga underarter finns listade i Catalogue of Life.